# Huset med den blinda glasverandan
Huset med den blinda glasverandan (norska: Huset med den blinde glassveranda), är en roman från 1981 av den norska författaren Herbjørg Wassmo.
Huvudperson i boken är flickan Tora. Boken är den första i en serie som omfattar tre böcker, och som alla handlar om huvudpersonen Tora. De tre böckerna i serien är Huset med den blinda glasverandan, Det stumma rummet samt Hudlös himmel. Wassmo fick Nordiska rådets litteraturpris 1987 för den tredje delen, som gavs ut 1986.